# قبرة صهباء الذيل
قبرة صهباء الذيل أو يرمل أصهب الذيل (الاسم العلمي Ammomanes phoenicura)، طائر من اليرمل ينتمي إلى فصيلة القبرية. أعطانه باكستان والهند، موائله الطبيعية الأراضي الجافة والصخرية.